# Piwo pszeniczne

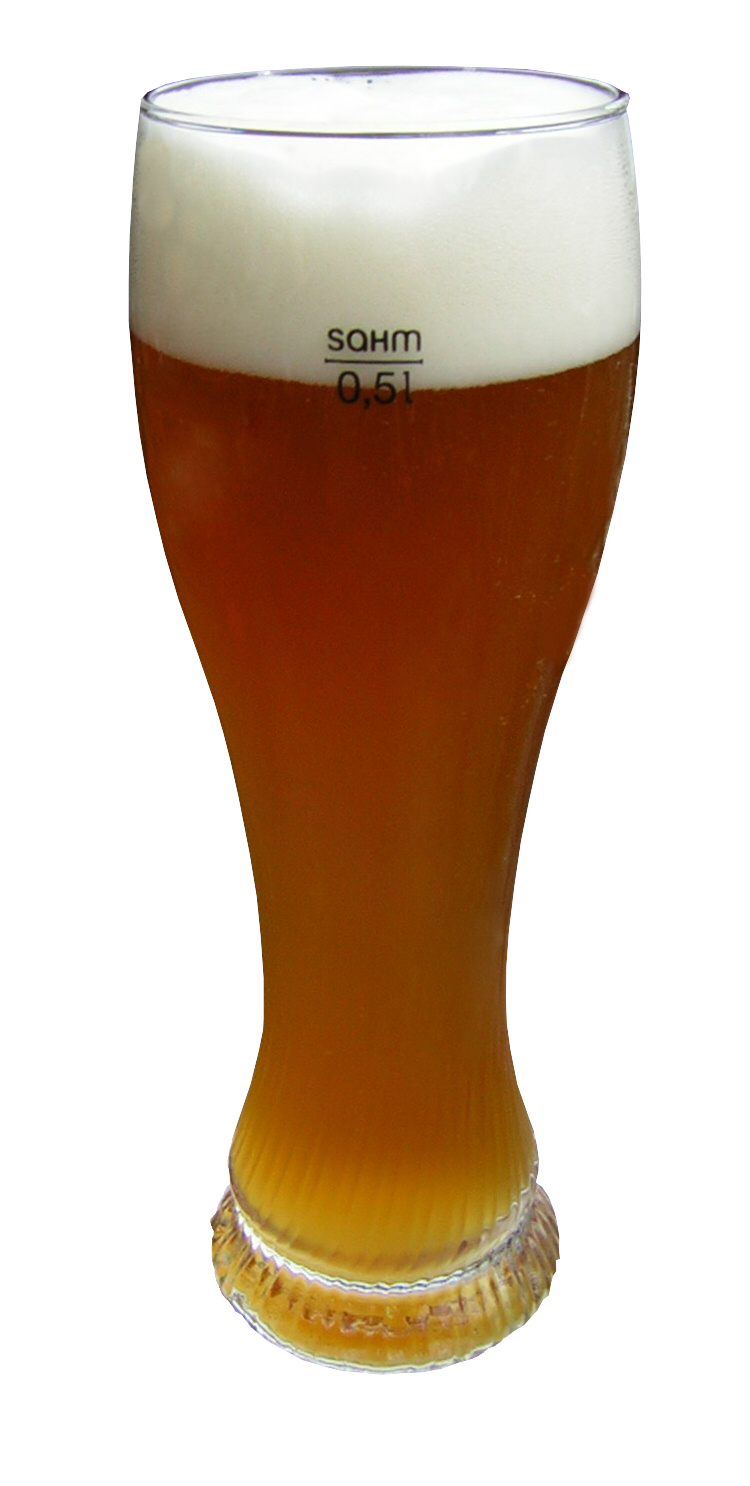
Hefe-Weizen

Piwo pszeniczne, piwo pszenne (niem. Weizenbier, Weißbier) – rodzaj jasnego lub ciemnego musującego piwa górnej fermentacji, produkowanego ze słodu jęczmiennego z dodatkiem pszenicy lub słodu pszenicznego.

## Historia
Historia piwa pszenicznego nierozerwalnie wiąże się z początkami piwowarstwa przed ok. 6000 lat. Z tego okresu pochodzą najstarsze tabliczki sumeryjskie przedstawiające postaci przygotowujące piwo z orkiszu – odmiany pszenicy. Również następcy Sumerów – Babilończycy, jak i Egipcjanie wyrabiali piwo z pszenicy, mieszając ją z grubo mielonym jęczmieniem. Podobną technologię warzenia piwa ze słodu pszenicznego mieszanego z jęczmiennym stosowały klasztory i browary dworskie w czasach średniowiecznych.
Również w Polsce piwo pszeniczne znane było od najdawniejszych czasów. Jan Długosz w swoich Rocznikach czyli kronikach sławnego Królestwa Polskiego, opisując najstarsze dzieje Polski, wzmiankuje w kilku miejscach o piwie i jego składnikach:

Wina i oliwy kraj ten dla ostrego północnego zimna nie ma; zamiast wina używa piwa, które robią z żyta, pszenicy i jęczmienia albo orkiszu.

Wino rzadko tu używane, a uprawa winnic nie znana. Ma jednak kraj Polski napój warzony z pszenicy, chmielu i wody, po polsku piwem zwany; a gdy nic nadeń lepszego do pokrzepienia ciała, jest nie tylko roskoszy mieszkańców, lecz i cudzoziemców wybornym smakiem więcej niż w innych krajach zachwyca.

Niezwykłą wartość polskiego piwa pszenicznego przedstawia Długosz, opisując wydarzenia roku 1303:

Konrad książę Cieniawski (Stinaviensis), dla ułomności ciała garbuskiem (Kokirlensis) zwany, syn Konrada książęcia Głogowskiego, proboszcz Wrocławski, zgodnym wyborem na arcybiskupstwo Salcburskie wyniesiony, udał się na objęcie swojej stolicy w towarzystwie znakomitszych prałatów i panów. Ale gdy dojechawszy aż do Wiednia dowiedział się, że w Salcburgu nie było piwa wywarzanego z pszenicy, którego on od dzieciństwa używać nawykł, ale pijano tylko wino, złożył arcybiskupstwo, i z Wiednia wrócił do Polski, do swego księstwa Cieniawskiego, które brat jego Henryk już był tymczasem objął w posiadanie.

Kiedy w XVI w. w związku z upowszechnieniem się prawa Reinheitsgebot produkcja piwa pszenicznego w Niemczech została ograniczona i prawie całkowicie zanikła, w Polsce zdecydowanie dominowało piwo z „pszenicy, miałko zmielonej lub stłuczonej a wywarzonej z wodą i chmielem”. Niekiedy odpowiednie przepisy o piwie pszenicznym zamieszczane były w aktach prawnych, jak w Krakowie, gdzie rajcy w 1573 r. nakazali, aby piwo warzono jedynie z czystej pszenicy. Aż do XVIII wieku dominowały w Polsce piwa pszeniczne, które cieszyły się dużym powodzeniem i uznaniem:

1. Słod na piwo nie wszędy iednakowy sparuią: niekędy z samey tylko co naypięknieyszey pszenice, nigdzie z sąrzycę, to iest z pszenicy na poły z żytem, nie gdzie z mięszánego zboża rożnego: niegdzie z ieczmienia samego, albo owsa.
2. Z Pszenice piwo naylepsze, po nim z sążyce, na ostatek z Ięczmienia: á na karczmy z pospolitego mieszanego zboża bywaią u nas robione.
3. Piwá z samey pszenicy czystey słod z niey dobrze wyprawiwszy, wodą nie przebrane, dowarzone, wystałe, zielone, przeźroczyste, są trunkiem nie tylko przyiemnym, ale też zdrowym, tucznym, y pośilaiącym.

Dopiero powszechniejsze stosowanie dolnej fermentacji piwa (XIX w.) przyniosło znaczniejszą konsumpcję piw jęczmiennych, które sukcesywnie wypierały piwa z pszenicy, nie tylko w Polsce, ale i w całej Europie. Triumfalny powrót popularności piw pszenicznych nastąpił dopiero w latach 70. XX wieku, kiedy Werner Brombach – właściciel obecnie największego browaru piw pszenicznych na świecie – zapoczątkował kampanię reklamową swoich piw, kreując Bawarię na stolicę piwa pszenicznego.

## Profil aromatyczno-smakowy
Pierwszorzędowe cechy aromatyczno-zapachowe tworzą związki organiczne z grupy fenoli: 4-winylogwajakol (winylowa pochodna gwajakolu) i eugenol oraz estry owocowe. Wyraźnie wyczuwalne fenole nadają piwom pszenicznym zapach goździków, gałki muszkatołowej, piernika i zielonych oliwek. Wśród estrów owocowych dominuje octan izoamylu o zapachu dojrzałych bananów. Jest on w piwach pszenicznych cztery razy silniejszy niż w piwach typu lager. Zarówno fenole, jak i estry są w piwach pszenicznych wyraźnie wyczuwalne, ale też dobrze zbalansowane. W aromacie możliwy jest również zapach pszenicy przypominający zapach chleba lub świeżego ziarna. Wyczuwalny może być zapach cytrusów i wanilii. W klasycznych piwach pszenicznych posmak drożdży powinien nadawać piwu charakter kwaskowo-cytrusowy. Aromat chmielu jest na poziomie niskim lub nie występuje w ogóle. W smaku natomiast powinien cechować się łagodnością i nie mieć charakteru goryczkowego. Piwa pszeniczne powinny być wolne od aromatów diacetylu i DMS.
W piwach pszenicznych ciemnych dodatek słodu prażonego powoduje, że piwo zawiera nutę słodyczy powstałą ze słodu, posmak karmelu i chleba. Również w zapachu wyczuwalny jest palony karmel, wata cukrowa, toffi.
Kristallweizen cechuje wyższość zapachów estrowych nad fenolowymi, a brak drożdży w butelce powoduje słabszy posmak drożdży lub jego całkowity brak. Obniżenie poziomu estrów wpływa na uwydatnienie wytrawnej goryczki. W profilu aromatycznym piw pszenicznych typu kristallweizen może występować octan etylu – ester o zapachu rozpuszczalnikowym. W drugorzędowych cechach aromatycznych dominuje nuta chmielu dająca zapach ziołowy, leśny, żywiczny. Aldehyd izomasłowy o zapachu róży, geraniolu buduje natomiast trzeciorzędowe cechy aromatu.

## Charakterystyka

### Niemieckie piwa pszeniczne
W Niemczech za piwa pszeniczne uważa się piwa górnej fermentacji, do których produkcji używany jest słód jęczmienny i słód pszeniczny. Przy czym ten drugi musi stanowić nie mniej niż 50% zboża w zasypie.

### Belgijskie piwa pszeniczne
W Belgii za piwa pszeniczne uważa się piwa górnej fermentacji, do których produkcji oprócz słodu jęczmiennego stosuje się zarówno słód pszeniczny, jak i pszenicę niesłodowaną. Belgowie do swoich piw pszenicznych dodają czasami także owies, kolendrę i skórki pomarańczy.

## Odmiany piwa pszenicznego

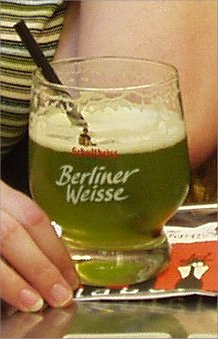
Berliner Weisse z syropem z marzanki

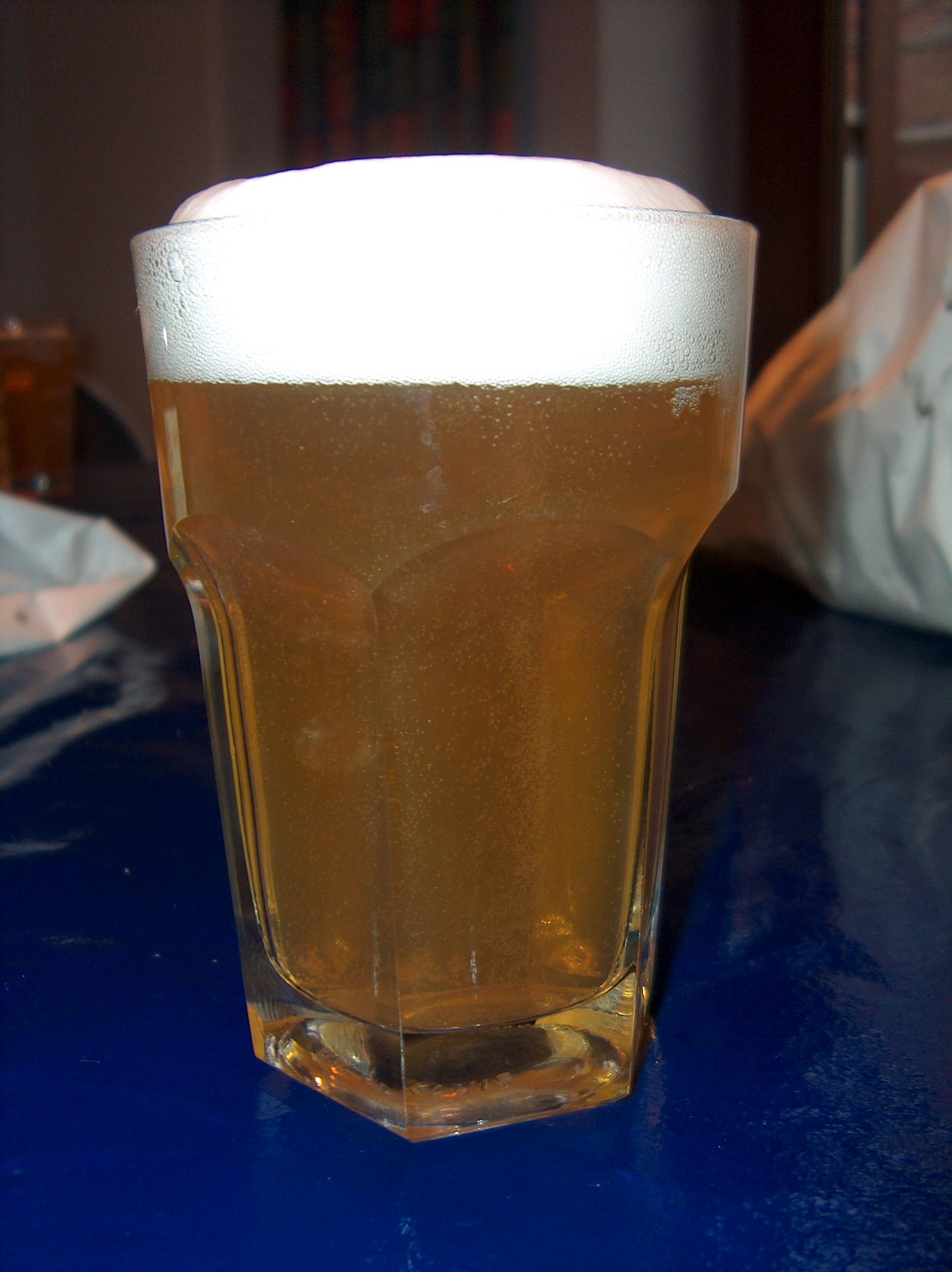
Witbier

### Berliner Weisse
Piwo pszeniczne warzone w Berlinie z dużą zawartością słodu pszenicznego (ok. 75%). Jest to piwo lekkie, musujące, kwaśne, niefiltrowane. Najczęściej podawane jest z dodatkiem słodkich syropów: z cytryny, z maliny (piwo czerwone) lub z marzanki wonnej (piwo zielone). Berliner Weisse serwuje się w niewysokich, szerokich kielichach.
– ekstrakt: 7-8% wag., alkohol: 2,5-3,5% obj.

### Dinkelbier
Niemieckie piwo, do którego produkcji zamiast pszenicy zwyczajnej wykorzystuje się orkisz.
– ekstrakt: 12,5-14,5% wag., alkohol: 4,5-5% obj.

### Dunkel Weizen
Niemieckie ciemne piwo pszeniczne pochodzące z Bawarii. Produkowane ze słodów: pilzneńskiego, monachijskiego i pszenicznego. Charakteryzuje się ciemnomiedzianą barwą i wyczuwalnym aromatem: orzechów, gałki muszkatołowej oraz cynamonu.
– ekstrakt: 11,5-14% wag., alkohol: 4,5-6% obj.

### Hefe-Weizen
Najpopularniejszy gatunek piwa pszenicznego. Pochodzi z Bawarii. Jest to jasne, niefiltrowane, obficie pieniące się piwo rozlewane do butelek i beczek z dodatkiem drożdży. Piwo Hefe-Weizen powstaje ze słodów pilzneńskiego i pszenicznego. Czasami dodaje się słodu wiedeńskiego, karmelowego i/lub melanoidynowego. Jest delikatnie chmielone i charakteryzuje się goździkowo-bananowym aromatem. Podaje się je głównie w okresie letnim w wysokich szklanicach, wąskich u dołu i w talii, szerokich u szczytu. W niektórych krajach wzorem bawarskim zwyczajowo serwowane z plasterkiem cytryny.
– ekstrakt: 11-14% wag., alkohol: 4,5-5,5% obj.

### Gose
Niemieckie jasne lub ciemne piwo pszeniczne produkowane w okolicach Lipska i Goslaru. Przyprawiane solą i kolendrą. Ma ostry, kwaśny smak. Podawane jest w wysokich, wąskich, prostych szklankach.
– ekstrakt: ok. 11% wag., alkohol: ok. 4,5% obj.

### Kristallweizen
Niemieckie jasne, klarowne piwo pszeniczne, warzone podobnie jak Hefe-Weizen, ale poddane filtrowaniu. Orzeźwiające z wyraźnym bukietem bananowo-goździkowym. Serwowane w wysokich, wąskich szklankach. Czasami podawane z plasterkiem cytryny.
– ekstrakt: 11-14% wag., alkohol: 4,5-5,5% obj.

### Piwo grodziskie
Piwo pszeniczne warzone w Wielkopolsce od XVI do XX wieku. Głównym ośrodkiem jego produkcji był Grodzisk Wielkopolski. Piwo grodziskie wytwarzane było w  pracochłonnym procesie technologicznym. Do jego produkcji używano słodu pszenicznego wędzonego w dymie dębowym lub bukowym. Klarowano je karukiem oraz leżakowano podobnie jak szampan. Było to piwo jasne, lekkie, bardzo musujące. Serwowane było w wysokich, stożkowatych pokalach przypominających kieliszki do szampana. W Grodzisku Wielkopolskim tradycją było picie tego piwa po obfitym śniadaniu wielkanocnym.
– ekstrakt: 7-8% wag., alkohol: ok. 2,5% obj.

### Steinweizen
Niemieckie jasne piwo pszeniczne, którego proces warzenia odbywa się w drewnianych kadziach ogrzewanych za pomocą gorących kamieni. W zasypie dominuje pszenica lub słód pszeniczny. Piwo charakteryzuje się posmakiem toffi lub melasy oraz aromatem palonego drewna.
– ekstrakt: 11-12% wag., alkohol: 4,6-5,2% obj.

### Weizenbock
Niemieckie ciemne, mocne piwo pszeniczne warzone jesienią, zimą i wczesną wiosną. Połączenie piwa Bock z piwem Hefe-Weizen. Uzyskiwane dzięki specjalnej metodzie zacierania i fermentacji. Podaje się je głównie w okresie Bożego Narodzenia.
– ekstrakt: 16-19% wag., alkohol: 6,5-9,3% obj.

### Witbier
Belgijskie piwo pszeniczne (bière blanche) produkowane w odróżnieniu od gatunków niemieckich z dodatkiem niesłodowanej pszenicy. Jako przyprawy, oprócz niewielkich ilości chmielu, używa się kolendry i curaçao. Czasami warzone z niewielkim dodatkiem owsa w zasypie oraz doprawiane skórkami słodkich pomarańczy, pieprzem lub innymi ziołami. Podawane w niskich szklanicach z grubego szkła, mocno schłodzone. Czasami serwowane z plasterkiem cytryny.
– ekstrakt: 11-12,5% wag., alkohol: 4,5-5% obj.

## Przykładowe marki piw pszenicznych

### Belgia
- Hoegaarden Witbier
- Stendonk Brabants Witbier
- Brugs Tarwebier

### Czechy
- Herold Světlé plné pšeničné pivo 12°
- Litovel Pšeničné pivo
- Primator Weizenbier

### Litwa
- Švyturys Baltas

### Niemcy
- Erdinger Weißbier Dunkel
- Faustus Hefe Weißbier
- Paulaner Hefe-Weizen
- Paulaner Hefe Weißbier Dunkel
- Tucher Helles Hefe Weizen
- Tucher Dunkles Hefe Weizen
- Tucher Alkoholfrei Hefe Weizen
- Franziskaner Weissbier

### Polska

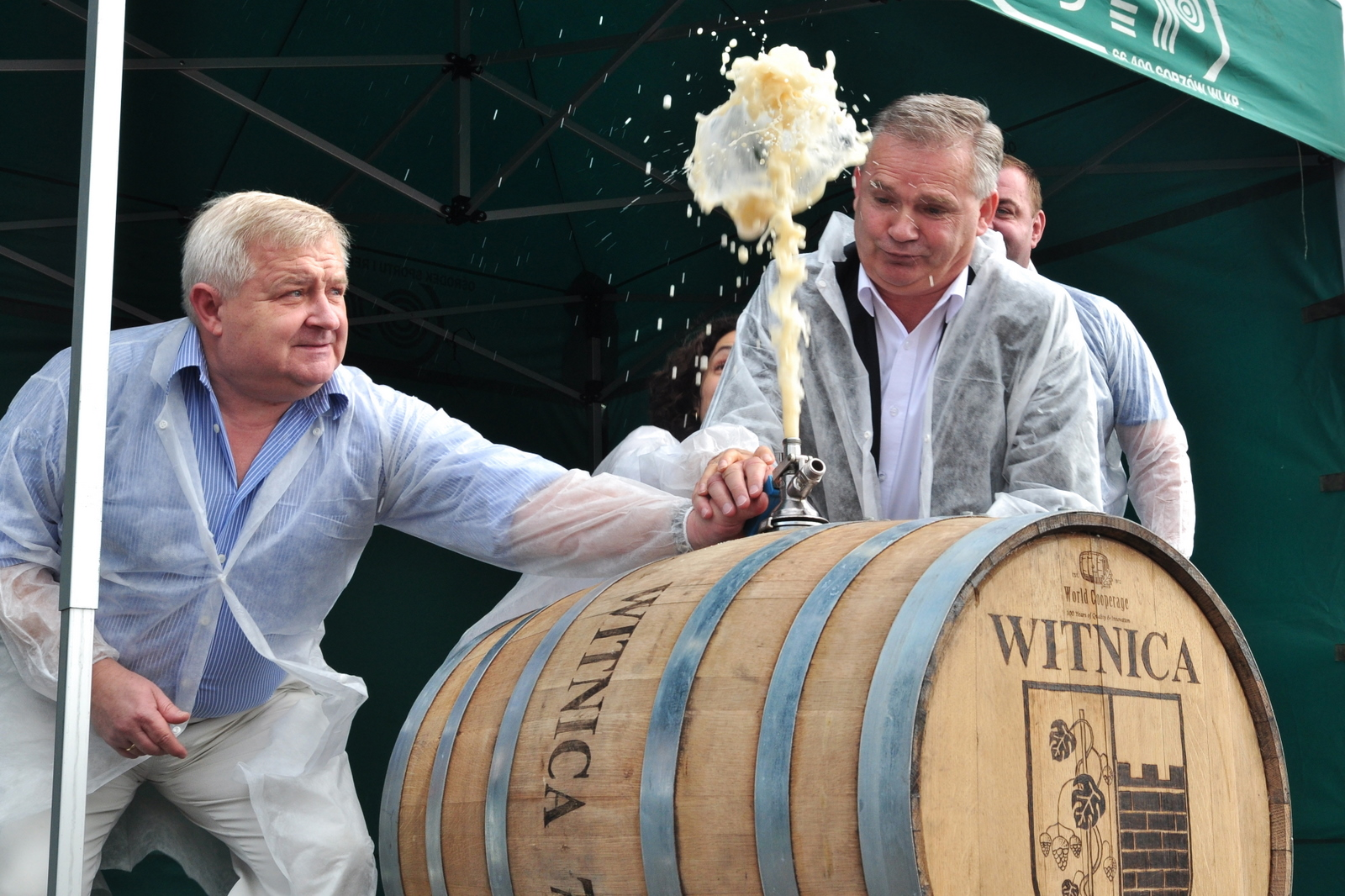
Uroczyste odszpuntowanie beczki podczas premiery piwa „Lubuskie pszeniczne” z Browaru Witnica (2012 r.)

- Pszeniczniak
- Bierhalle Weizen
- Ciechan Pszeniczne
- Miłosław Pszeniczne
- Okocim Pszeniczne
- Leżajsk Pszeniczne
- Tenczynek Pszeniczne
- Cornelius

### Ukraina
- Czernihowskie Biłe
- Czernihowskie Biła Nicz
- Etalon Weissbier
- Obołoń Biłe
- Obołoń Pszeniczne
- Sławutycz Weiss